# Some Girls
Some Girls är ett musikalbum av The Rolling Stones, utgivet i juni 1978. Mick Jagger har sagt att gruppen hämtat mycket inspiration från New Yorks dåvarande musikscen med punk och disco under inspelningarna. Dessa musikstilar hade också till stor del trängt undan den traditionella rockmusiken från listorna vid tidpunkten. Albumet blev ett av gruppens mest framgångsrika och brukar ses som ett av de bättre Stones-albumen från 1970-talet, tätt efter Sticky Fingers och Exile on Main St.. År 2003 blev albumet listat av magasinet Rolling Stone som #269 i listan The 500 Greatest Albums of All Time.
Låten Miss You blev en hit med en förstaplats på singellistan i USA och en tredjeplats i Storbritannien. Även skivans andra singel, balladen Beast of Burden, blev en framgångsrik singel med en åttonde plats på amerikanska singellistan. I England var det istället Respectable som släpptes som andra singel. Albumet nådde förstaplaceringen på amerikanska albumlistan och blev tvåa på den brittiska.
Notabelt med albumet är att även Jagger bidrar med gitarrspel, vilket innebär att vissa låtar har tre gitarrister.
I november 2011 återutgavs albumet i en "Deluxe edition", som innehöll originalalbumet plus 12 stycken aldrig tidigare släppta låtar, där musiken är inspelad 1977–1978, medan sången är nyinspelad av Mick Jagger under 2010–2011. De flesta av dessa låtar går i countryrockstil. Låten No Spare Parts släpptes i samband med detta som singel.

## Låtlista
Alla låtar är skrivna av Mick Jagger och Keith Richards om inget annat  anges. 

### Sida 1
1. "Miss You" - 4:48
2. "When the Whip Comes Down" - 4:20
3. "Just My Imagination (Running Away With Me)" (Barrett Strong, Norman Whitfield) - 4:38
4. "Some Girls" - 4:36
5. "Lies" - 3:11

### Sida 2
1. "Far Away Eyes" - 4:24
2. "Respectable"  - 3:06
3. "Before They Make Me Run" - 3:25
4. "Beast of Burden" - 4:25
5. "Shattered" - 3:47

## Listplaceringar
| Lista (1978)   | Position            |
| -------------- | ------------------- |
| Finland        | 11                  |
| Frankrike      | 2                   |
| Japan          | 11 (Oricon)         |
| Kanada         | 1 (RPM)             |
| Nederländerna  | 3                   |
| Norge          | 3 (VG-lista)        |
| Nya Zeeland    | 1                   |
| Storbritannien | 2 (UK Albums Chart) |
| Sverige        | 3 (Topplistan)      |
| USA            | 1 (Billboard 200)   |
| Västtyskland   | 6                   |
| Österrike      | 4                   |